# Kudur-Mabuk

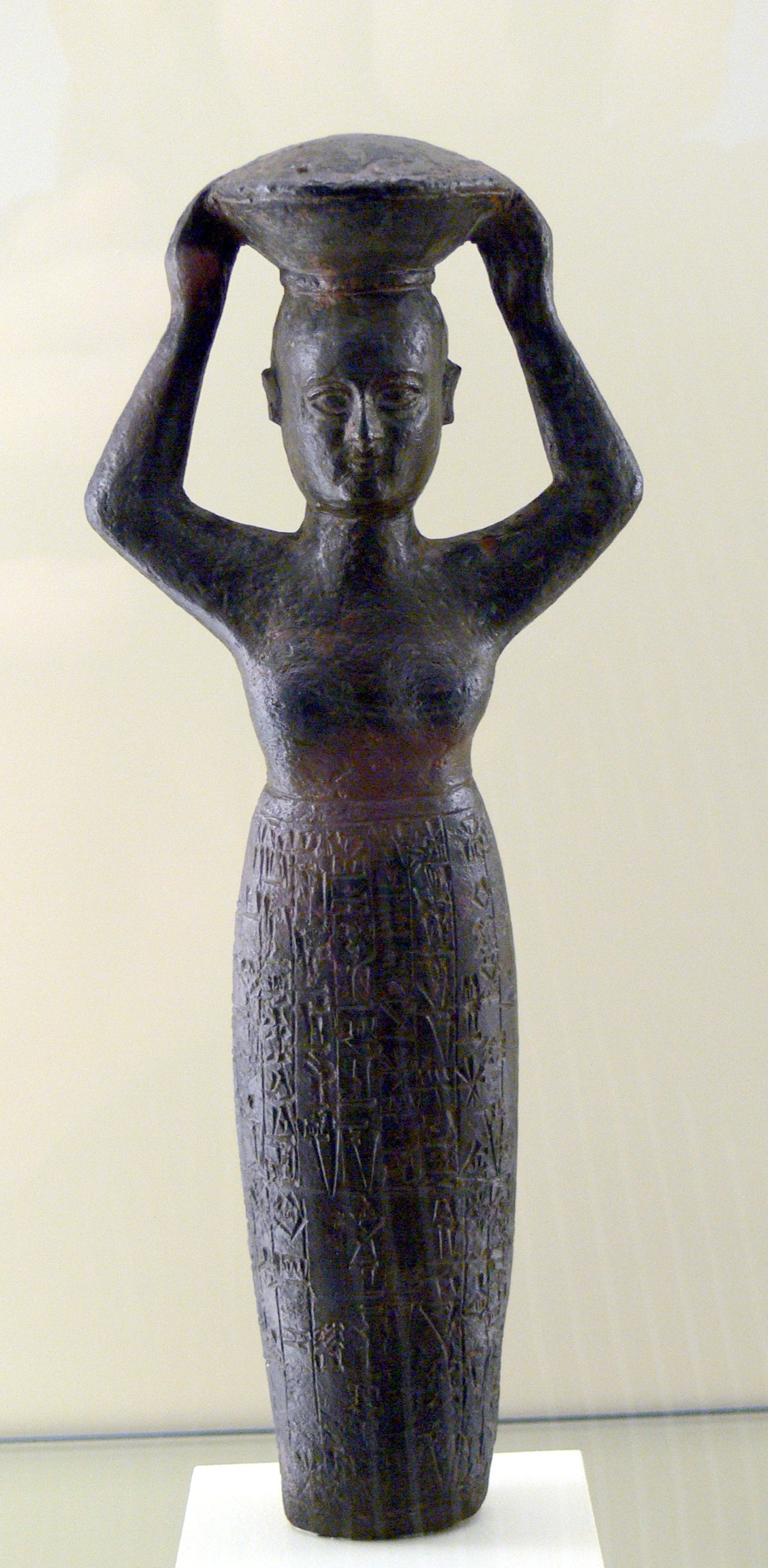
Gründungsfigur des Kudur-Mabuk (1770 v. Chr.) in Form einer Korbträgerin, Pergamonmuseum, Berlin

Kudur-Mabuk (akkadisch Ku-du-ur-ma-bu-uk) war der Vater der Söhne Rim-Sin I. und Warad-Sin sowie der Tochter En-ane-du, die gemäß alter Tradition 1764 v. Chr. Entu-Priesterin in Ur wurde. Er selbst war der Sohn des Simti-Silhak. Der elamitische Name als Titelbezeichnung Adda/Abu Ja-Emutbala (Vater von Jamutbal) und die Selbstnennung als Adda KURMartu (Vater des Amurriterlandes) veranlassen die Historiker zu zwei Annahmen seiner Herkunft.
Nach neuerer Auffassung nimmt beispielsweise Dietz-Otto Edzard an, dass Kudur-Mabuks Vater ein amurritischer Heerführer war, der später in elamitische Dienste gelangte und aus diesem Grund einen elamitischen Namen annahm, ohne jedoch seine Herkunft als Amurriter zu verleugnen. In den älteren Fassungen wird die These einer vollständigen Herkunft aus einem elamitischen Herrscherhaus vertreten.
Kudur-Mabuk setzte seine Söhne Warad-Sin und Rim-Sin I. als Könige in Larsa ein, verzichtete aber persönlich auf den dortigen Königstitel.